# JiDion
Джидон Армані Адамс, більш відомий в Інтернеті як JiDion вимовляється як Джідіон, (англ.Jidon Armani Adams)— американський ютубер і стример, який створює комедійний відеоблоговий контент і відеоролики з пранками.

## Кар'єра

### YouTube
Адамс розпочав свій канал на YouTube у 2019 році з відео, на якому він намагався перепродати різні предмети у своїй середній школі.
У грудні 2021 року Адамс спробував взяти автограф у справжнього ДеМаркуса Казінса, що змусило охоронця стадіону вдатися до спроби припинити цю інтеракцію. Казінс сказав охоронцеві, що той «занадто серйозно ставиться до своєї роботи», і продовжив розписуватись на футболці Адамса. У березні 2022 року він зірвав лекцію з наук про життя в Гарвардському університеті заради комедійного відео. Він також вдав, що робить стрижку під час гри Х'юстон Рокетс.

### Twitch
У січні 2022 року Адамса назавжди забанили на Twitch за «надмірне цькування». Цькування полягало в «рейді» на Twitch, під час якого Адамс просив своїх глядачів коментувати щось у чаті іншого стрімера. У випадку Адамса, його фан-база спамила «L+ ratio» в чаті стрімера Twitch Pokimane.

### Rumble
У квітні 2023 року Адамс оголосив про партнерство з альт-технологічною платформою Rumble, де він буде вести виключно прямі етери. Його перший стрім відбувся 8 квітня 2023 року, де він записав себе на UFC 287 з Адіном Россом, Сніко та іншими. Він також познайомився з такими особистостями, як Майк Тайсон та Дональд Трамп.

## Суперечки
У жовтні 2021 року Адамс опублікував відео, на якому його вигнали з магазину Best Buy через те, що він зайшов туди без сорочки. Пізніше того ж дня він привів до Best Buy велику групу інших чоловіків без сорочок, щоб залякати працівника, який його вигнав.
У січні 2022 року його звинуватила в цькуванні стрімерка Twitch Pokimane через жінконенависницькі висловлювання щодо її зовнішності та статусу стосунків.
У липні 2022 року ютубер TommyInnit звинуватив Адамса у цькуванні фанатів, які стояли в черзі на його зустріч на TwitchCon, а згодом Адамс виклав відео інциденту. Того ж місяця йому заборонили відвідувати Вімблдон за його агресивні витівки (зокрема, неодноразове використання клаксона) під час чвертьфінального матчу між Янніком Сіннером і Новаком Джоковичем.
У вересні 2022 року він був вилучений з фіналу Відкритого чемпіонату США серед чоловіків 2022 року після того, як підстригся під час матчу.
У липні 2023 року Адамс отримав довічну заборону на відвідування всіх заходів НБА та WNBA за трюк, який він виконав на грі WNBA.

## Нагороди та номінації
| рік      | Церемонія                                   | Категорія    | Результат  | посилання |
| -------- | ------------------------------------------- | ------------ | ---------- | --------- |
| 2022 рік | 12-та церемонія нагородження Streamy Awards | Творець року | Номіновано | [ 16 ]    |
| 2023 рік | 13-та церемонія нагородження Streamy Awards | Творець року | Номіновано | [ 17 ]    |